# إيرل كيلي
إيرل كيلي هو لاعب كرة القدم الكندية كندي، ولد في 15 مايو 1936 في فانكوفر في كندا.

## وصلات خارجية
- إيرل كيلي على موقع JustSportsStats.com (الإنجليزية)
- إيرل كيلي على موقع كلية كرة القدم في سبورتس رفرنس.كوم (الإنجليزية)